# Inocentes
Inocentes est un groupe brésilien de punk rock, originaire de Brasilia, basé à São Paulo. Des groupes locaux comme Prot(o) reprennent leur style musical.

## Histoire
Inocentes est formé en août 1981 par trois anciens membres des Condutores de Cadáver, le guitariste Antônio Carlos Callegari, le batteur Marcelino Gonzales et le bassiste Clemente, ce dernier étant le plus expérimenté, ayant joué dans Restos de Nada, le premier groupe de punk rock de São Paulo. Tous trois font appel à un nouveau venu, Maurício, pour assurer le chant. 
En 1986, Branco Mello des Titãs apporte une démo du groupe à Warner, qui les engage, et ils sortent le mini-album Pânico em SP, produit par Branco et Pena Schmidt, devenant ainsi le premier groupe brésilien de punk rock à enregistrer pour une multinationale. L'album est bien accueilli par la presse spécialisée et le groupe tourne pour la première fois dans tout le Brésil. Les ventes chez Warner sont bonnes, mais pas à la hauteur des espérances du label. Malgré cela, le groupe gagne le respect et un public dans tout le pays. Pânico em SP présente un son plus propre, sans pour autant perdre les racines punk rock du groupe, avec notamment le réenregistrement de (Salvem) El Salvador, tiré du CD Miséria e Fome, et d'anciennes chansons qui n'avaient pas encore été enregistrées, comme le morceau de ska Não Acordem a Cidade, qui est aussi le premier clip du groupe. Comme le groupe avait signé avec une multinationale, certains punks disent à l'époque qu'ils avaient été « vendus » au système. Cet album est choisi plus tard par Rolling Stone Brasil comme le sixième meilleur album de punk rock brésilien.
Leur deuxième album pour Warner, Adeus Carne, sort en 1987 et est produit par Geraldo D'Arbilly et Pena Schmidt. Il contient des chansons qui sont diffusées sur les radios rock, comme Pátria Amada (qui deviendra leur deuxième clip), Tambores et Cidade Chumbo. Le concert de lancement, organisé au Center Norte, sur le parking du centre commercial situé au nord de São Paulo, rassemble plus de 10 000 personnes. Malgré tout, le label abandonne le groupe, estimant qu'il est « difficile » de travailler avec lui. L'album se vend à 30 000 exemplaires. 
Fin 2013, le groupe sort Sob Controle sur Substancial Music. L'album comprend deux nouveaux morceaux, de nouvelles versions de morceaux enregistrés sur l'édition du 25e anniversaire de Pânico em SP et des enregistrements en direct des classiques du groupe. Le 12 avril 2019, ils sortent l'EP Cidade Solidão en vinyle 7 pouces et sur les plateformes numériques, sur le label Hearts Bleed Blue (HBB) de São Paulo,. Le 29 août 2019, le clip du morceau Donos das Ruas est publié.
Le 28 juillet 2022, ils sortent le double single Queima !,,. En octobre de la même année, ils sortent le clip de la chanson Eu Vou Ouvir Ramones, labo B du single Queima !. 

## Discographie

### Albums studio
- 1986 : Pânico em SP (réédité en 2021)
- 1987 : Adeus Carne
- 1988 : Miséria e Fome
- 1989 : Inocentes
- 1992 : Estilhaços
- 1994 : Subterrâneos
- 1996 : Ruas
- 1998 : Embalado a Vácuo
- 1999 : Garotos do Subúrbio
- 2000 : O Barulho dos Inocentes
- 2004 : Labirinto
- 2013 : Sob Controle
- 2018 : AudioArena Originals
- 2024 : Antes do Fim - Acústico

### Albums live
- 2002 : 20 Anos ao Vivo

### EP
- 1983 : Miséria e Fome
- 2019 : Cidade Solidão
- 2022 : Queima!
- 2024 : Não Acordem a Cidade (Acústico)

### Compilations
- 1982 : Grito Suburbano (EP vinyle, Punk Rock Discos)
- 1983 : O Começo do Fim do Mundo (LP, SESC)
- 1983 : Made in Brazil (K7) (Bootleg)
- 1984 : Life is a Joke (LP, Weird System)
- 1984 : Volks Grito (LP, Vinyl Boogie)
- 2002 : Killed by Hardcore vol. 2 (CD)
- 2006 : Botinada: a Origem do Punk no Brasil (CD)
- 2007 : Where the Wild Things Are vol. 07 (CD) (Bootleg)

### DVD
- 2007 : Som e Fúria